# Amanti miei
Amanti miei è un film di genere commedia sexy all'italiana del 1979 e diretto da Aldo Grimaldi.

## Trama
Barbara trova il fidanzato Sergio a letto con Sylvia, una giovane autostoppista, e scopre il suo esserle stato infedele anche con altre donne. 
Si prende la sua vendetta allontanandosi da lui per un giorno ed ha tre diversi incontri sessuali tra cui un caldo trio 
con Stephen e la sua ragazza brasiliana. 
Sergio si rende conto di aver tirato troppa corda e va alla ricerca di Barbara, arrivando però sempre dopo che lei ha già lasciato 
i luoghi dove lui la cerca.

## Produzione
La futura Gegia, qui ancora col vero nome Francesca Antonaci, per l'unica volta nella sua carriera si mostra nuda integralmente producendosi in una scena di sesso abbastanza spinta con Vassili Karis.